# فرنسيسكو سوليه
فرنسيسكو سوليه (بالإسبانية: Francisco Solé)‏ هو لاعب كرة قدم أرجنتيني في مركز الوسط، ولد في 2 مايو 1997 في بوينس آيرس في الأرجنتين. لعب مع أرجنتينوس جونيورز.

## وصلات خارجية
- فرنسيسكو سوليه على موقع قاعدة بيانات كرة القدم.إي يو (الإنجليزية)
- فرنسيسكو سوليه على موقع Soccerway.com (الإنجليزية)